# Интегрин альфа-1
Интегрин альфа-1 (α1, CD49a) — мембранный белок, гликопротеин из надсемейства интегринов, продукт гена ITGA1. Основной коллаген-связывающий поверхностный рецептор.

## Функции
Интегрин альфа-1/бета-1 (называемый также англ. very late antigen-1, VLA-1) является рецептором для ламинина и коллагена. Распознаёт пролин-гидроксилированную последовательность (G-F-P-G-E-R) в коллагене.
Взаимодействует с внутриклеточным белком RAB21. Функционирует в нейрональных и гематопоэтических клетках. 

## Структура
Интегрин альфа-1 — крупный белок, состоит из 1151 аминокислоты, молекулярная масса белковой части — 130,8 кДа. N-концевой участок (1113 аминокислот) является внеклеточным, далее расположен единственный трансмембранный фрагмент и короткий внутриклеточный фрагмент (15 аминокислот). Внеклеточный фрагмент включает 7 FG-GAP повторов, VWFA домен, от 12 до 26 участков N-гликозилирования. Цитозольный участок включает GFFKR мотив. 
Интегрин альфа-1 относится к интегринам с I-доменом (VWFA домен), которые не подвергаются ограниченному протеолизу в процессе созревания.

## Ингибиторы
Эффективными ингибиторами коллагеновых интегринов являются пептиды яда змей семейства гадюковых, так называемые дизинтегрины.

## См.также
- Интегрины
- Кластер дифференцировки